# Neerlinter
Neerlinter is een dorp in de Belgische provincie Vlaams-Brabant en een deelgemeente van Linter. Neerlinter ligt aan de Grote Gete in het zuiden van het Hageland, de fruitstreek van Vlaams-Brabant. Neerlinter was een zelfstandige gemeente tot aan de gemeentelijke herindeling van 1971.

## Toponymie
De streek tussen Tienen en Zoutleeuw wordt sinds mensenheugenis Linter geheten. Een document uit 1139 vermeldt voor het eerst Oplinter en Neerlinter - aangrenzende dorpen aan de Grote Gete – en ook Boeslinter. Boeslinter is een verbastering van Boenslinter, een gehucht van Bunsbeek, vroeger 'Boensbeek' geschreven.
Neer verwijst naar stroomafwaarts, naar beneden of lager gelegen.
Linter zou verwijzen naar Lintara, een woord dat al meer dan drieduizend jaar in gebruik zou zijn en "buigzame, kronkelende waterloop" betekent. Het zou met Germaanse stammen mee gekomen zijn naar West-Europa tijdens de migratiegolven aan het einde van de Romeinse Tijd, begin Vroege Middeleeuwen. Lintara was een oudere naam van de Genovevabeek.
Een oudere verklaring voor Linter heeft het over een samenstelling van lind met ter, wat dan "lindeboom" zou betekenen. In vele plaatsnamen met Lind/Lint gaat het vooral over een plaats "bij een linde of een lindenbos". Het gaat dan om vruchtbaar aangeslibd land zoals in Lindau, een bosje op hoge  zandgrond zoals in Lindelo, een woeste vlakte zoals in Lindveld of een hofstede zoals in Lindweiler, enz.
"Lindeboom" komt echter nergens als plaatsnaam voor. Daarom is het plausibel dat Linter slaat op een beek, zoals in Lintaruurde (uu=w), een onbekende plaats in Friesland, te verklaren als "voorde in de beek genoemd Lintara".

## Geschiedenis

### Vroege geschiedenis
Tijdens de laat-Romeinse tijd behoorde de Gete-vallei tot het gebied waar o.a. graan verbouwd werd om de troepen aan de Rijn mee te bevoorraden.
In het tweede deel van de negentiende eeuw bevonden zich in Neerlinter nog twee tommen, dat zijn tumili of laat-Romeinse grafheuvels. Ze lagen achter de kerk van Ransberg en in het Tombroek, een plaats in Drieslinter op de grens met Budingen.
In de volle middeleeuwen maakte Neerlinter deel uit van het gebied van de heren van Diest in het hertogdom Brabant. In 1146 werd Neerlinter een afzonderlijke heerlijkheid die tot het hertogdom Brabant bleef behoren.
De heer benoemde de meier en de zeven schepenen die in zijn naam het dorp bestuurden en recht spraken. De heer van Neerlinter had daarenboven een laathof met stadhouder, griffier en leenmannen. Het laathof beheerde de leengoederen waarvan de gebruikers ‘dienstbaarheden’ aan de heer verschuldigd waren. De heren van Neerlinter hoorden bij de hoogste adel van het land en stonden de hertogen van Brabant bij in belangrijke bestuurszaken.
Op kerkelijk vlak behoorde Neerlinter van in de vroege middeleeuwen tot 1559 bij het bisdom Luik, nadien tot het nieuw opgerichte aartsbisdom Mechelen.

### Eerst goede, dan slechte tijden: van twaalfde tot zestiende eeuw
De heren van Neerlinter hadden ervoor gezorgd dat hun onderdanen voorrechten genoten op de markten van de naburige steden, dat ze geen tolgeld, geen weeggeld en andere taksen moesten betalen. Het ging Neerlinter dan ook voor de wind, zozeer zelfs dat de gemeente in 1483 een nieuwe toren bouwde alleen maar ‘omdat de oude toren niet hoog en fraei genoeg was’. Twee jaar later echter zou de kerk in de as worden gelegd, werd de gemeente geplunderd en werden de inwoners zwaar gestraft door aartshertog Maximiliaan en door de bisschop van Luik. Naar aanleiding van de executie in Maastricht van zijn bloedverwant Willem I van der Marck, koos de heer van Neerlinter, Karel van Rivieren, partij tegen de prins-bisschop van Luik die blijkbaar een hand had in de executie. Het zou de heer van Neerlinter en zijn gemeente slecht bekomen. De Luikse bisschop sloeg de gemeente in de kerkelijke ban: er mocht geen mis meer worden opgedragen, geen sacramenten toegediend, wie stierf werd in ongewijde grond begraven. De daaropvolgende vernieling van de kerk en de plundering gebeurde waarschijnlijk in opdracht van aartshertog Maximiliaan door Albrecht van Saksen, die in juli 1489 ook Tienen innam en de burgers mishandelde. Op 5 september 1489 ging een delegatie van Neerlinter geknield vergiffenis vragen bij de bisschop van Luik. Het kwam tot een verzoening: de excommunicatie werd opgeheven en de gemeente mocht zijn verbrande kerk weer opbouwen en de altaren en het kerkhof herstellen.
De nieuwe kerk stond er pas of in 1507 werd het dorp overvallen door Karel van Egmont, hertog van Gelder, die Neerlinter te vuur en te zwaard vernielde. De Gelderse troepen namen nadien Tienen in (29 september 1507), dat ze eveneens verwoestten, en bleven nog veertien dagen in de streek alle dorpen afstropen. Hoe groot de prijs was die Neerlinter betaalde mag blijken uit de officiële telling van de huizen: in 1526 waren er in Neerlinter 72 huizen minder dan in 1435 toen er 325 werden geteld.
Neerlinter zou zich herstellen. De gemeente profiteerde mee toen in 1526 de Grote Gete bevaarbaar gemaakt werd van Tienen tot Budingen. Daar werd verbinding gemaakt met de reeds bevaarbare Kleine Gete, zodat steden als Zoutleeuw, Halen, Diest, Mechelen en Antwerpen via het water met Tienen en met Neerlinter verbonden werden. Neerlinter kon voortaan via de waterweg kosteloos granen uitvoeren en andere goederen verhandelen.
Als gevolg van de godsdienstoorlogen kwam in 1578 echter een eind aan de lucratieve scheepvaart. Neerlinter werd geruïneerd door doortrekkende garnizoenen van de elkaar bekampende legers. Een Spaanse legereenheid onder leiding van don Gaston verbleef van 24 tot 27 november 1591 in Neerlinter en sloeg alle etenswaren (vlees, boter, kaas) en granen aan. De burgers werden van huisraad beroofd en moesten aan het leger grote sommen onderhoudsgeld betalen. De Spanjaarden namen bovendien nog elf wagens hooi en twintig wagens hout mee.
In 1592 moest Neerlinter 4 dagen lang het regiment van Mons de Barlaymondt – zeshonderd mannen maar ook de meereizende vrouwen, kinderen, knechten en paarden – onderhouden en allerlei kosten dragen. Nadien passeerden nog de troepen van kolonel Standeleyn (1595) , van kapitein Martin en de compagnie van kapitein Patton die allen voedsel en geld opeisten. Neerlinter werd ook gebrandschat door soldaten van het regiment Verdugo dat in Zichem was gelegerd maar in Neerlinter koeien en paarden kwam opeisen. De gemeente leed bijzonder veel schade toen vier vendels Italiaanse soldaten door het dorp trokken op hun weg naar Friesland. Het regiment van Pedro Porto Carrero trok twee keer door het dorp en ook de regimenten van de graaf van Zulst en de compagnie van Grovendonck lieten Neerlinter geplunderd achter. Er kwam geen eind aan de doortocht van plunderende soldaten. Kwamen ook hun gram halen in Neerlinter: het paardenvolk van Carlo de Colomma gelegerd te Zoutleeuw, Italiaanse muiters uit Zichem en allerlei bendes ongeregeld. In 1594 stuurden de meier en de schepenen van Neerlinter een brief naar de Staten van Brabant om te melden dat de gemeente geen stuiver meer bezat, dat alle inwoners volledig waren uitgeschud, alle have en goed hadden verloren.

### Zeventiende eeuw: geen beterschap
Tijdens de zeventiende eeuw waren de dorpen rond Tienen bijna onophoudelijk door troepen bezet. De vreemde soldaten waren niet alleen de oorzaak van de algemene armoede maar zij brachten ook dodelijke ziekten mee, zoals ‘den loop’ (buikloop) en de pest. Twee keer brak in Neerlinter een pestepidemie uit. In 1630 stierven slechts 12 inwoners maar in 1634 wel 84. Op sommige dagen waren er tot 7 lijken. Ook de buikloop maakte vele slachtoffers: negen in 1635, negentien in 1636, vijfenveertig in 1675.
Even mocht Neerlinter hopen op betere tijden toen in 1661 de scheepvaart op de Gete kon worden hernomen. De stad Tienen – verarmd door de opeenvolgende oorlogen en vooral door de ramp van 1635 – kon de onderneming echter niet volhouden: de Tiense scheepvaart viel voor altijd stil in 1665. Dit was een groot verlies voor Neerlinter, de gemeente die zo erg uitgemolken en leeg geplunderd was dat ze dreigde niet langer te kunnen blijven bestaan.

### Achttiende eeuw
De achttiende eeuw kondigde zich al zo slecht aan als de vorige. Tijdens de belegering van de stad Zoutleeuw door de troepen van Marlborough (1705) kreeg ook Neerlinter het zwaar te verduren. Beurtelings kwamen het regiment van Villaerts (800 soldaten), de ruiterij van het regiment Toulose en dragonders van Crulli dagenlang kampement houden in Neerlinter. De schrik onder de inwoners werd zo groot dat velen naar Diest vluchtten. Op 18 juli 1705, bij een doorbraak van de geallieerde troepen, werd de inboedel van de kerk van Neerlinter door Engelse soldaten vernield. Weer vluchtten inwoners met huisraad en dieren weg uit het dorp, naar Diest en naar Scherpenheuvel. Bij hun terugkomst later waren hun woningen meestal in puinhopen veranderd.
Een ander groot ongeluk voor Neerlinter was de buitengewoon strenge winter van 1740. Van 5 januari tot het einde van maart vroor het zo hard dat alle hout dood en de wintergerst bevroren was. Zelfs de dikste bomen barstten open van de kou. Het bleef vriezen, hagelen en sneeuwen tot 5 mei. De dooi kwam dan zo snel dat alle weiden onder water liepen en lang in die toestand bleven. Een gevolg was: grote sterfte onder het vee en nog meer armoede voor de mensen. De ‘rode loop’ (dysenterie) maakte vele slachtoffers in Neerlinter: 15 in 1747, 9 in 1749, 49 in 1781. De Brabantse Omwenteling (1789) en nadien de Franse overheersing zouden van Neerlinter weer vele offers vragen: het dorp moest wagenladingen bier, aardappelen, groenten en brood leveren.

### Negentiende eeuw
Tijdens de regeringen van Napoleon I en van Willem I, en zeker na de Belgische onafhankelijkheid (1830), kwam er rust in Neerlinter en kon de gemeente mee genieten van de toenemende algemene welvaart. De steenweg naar Tienen over Oplinter werd aangelegd, en ook de steenweg naar Diest over Budingen, Geetbets en Halen. Op het dorpsplein kwam een schone pomp in de plaats van de oude modderpoel (1862).

### Twintigste eeuw
In 1911 verzelfstandigden de gehuchten Dries en Ransberg tot de gemeente Drieslinter en Ransberg. In het afgeslankte Neerlinter bleven als woonkernen Neerlinter-dorp en Neerlinter-Heide over.
Aan het begin van de Eerste Wereldoorlog was in Neerlinter-dorp een voorpost van het 22ste Linieregiment. De compagnie infanteristen die er op 18 augustus 1914 de wacht hield, moest in de loop van de namiddag met aanzienlijke verliezen wijken onder druk van de aanvallende bataljons van een Duits infanterieregiment. In de nasleep van het Duitse Gete-offensief gingen over twee dagen gespreid in het dorp 72 van de 120 huizen in vlammen op en werden de overige geplunderd. Het was als represaille nadat ze op hun doortocht in het dorp het verminkte lijk gevonden hadden van een huzaar die in de voormiddag tijdens een verkenningspatrouille aan de Gete was omgekomen en de dag nadien nadat zich in het dorp een schietincident had voorgedaan.
In 1971 vormden Neerlinter en Drieslinter de fusiegemeente Linter totdat in 1977 deze twee dorpen samen met Melkwezer, Neerhespen, Orsmaal-Gussenhoven, Overhespen en Wommersom de huidige fusiegemeente Linter zijn gaan vormen.

## Bezienswaardigheden
- De Sint-Foillanuskerk
- De Sint-Luciakapel
- Het Kasteel van Neerlinter

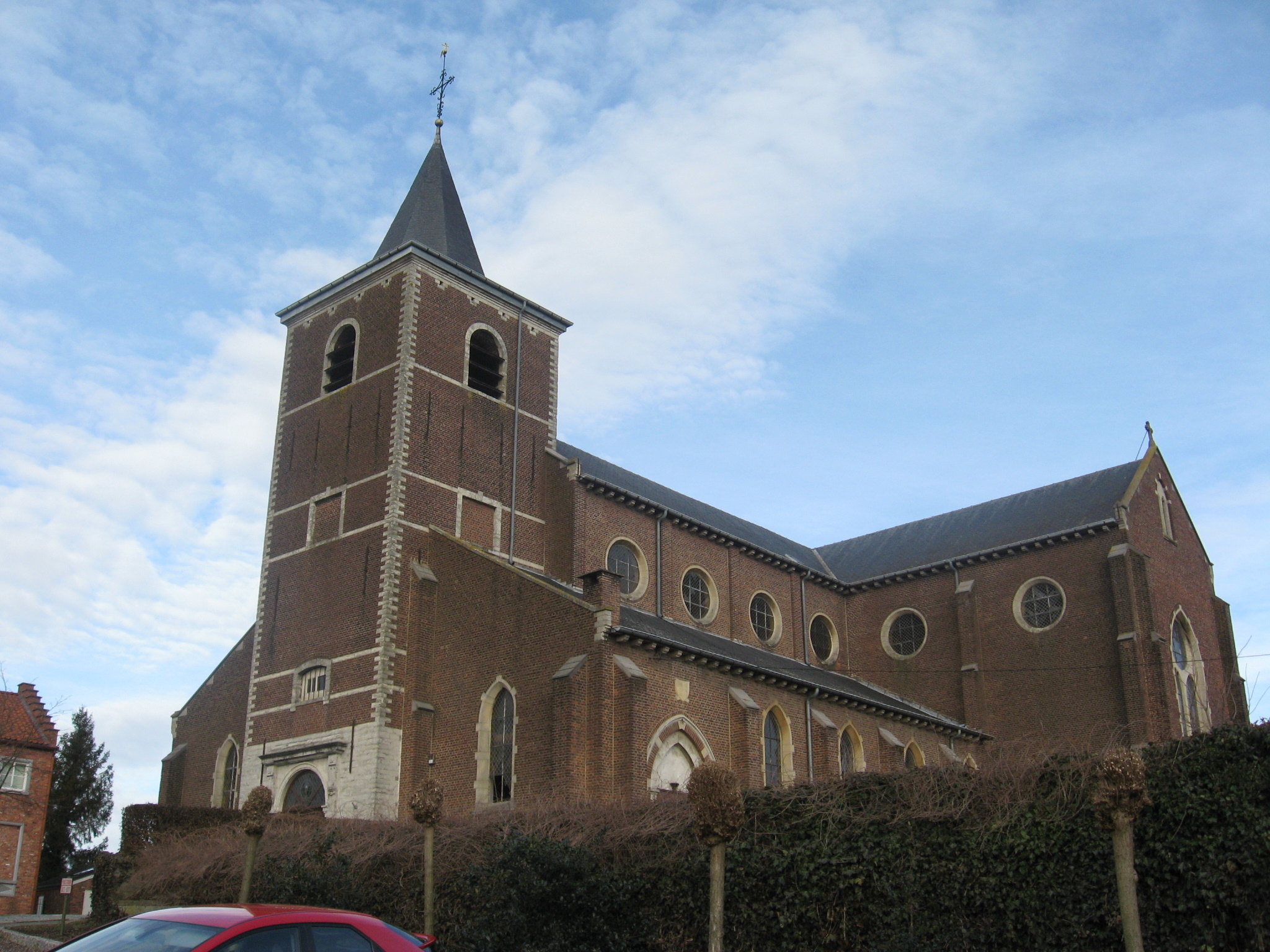
Sint-Follianuskerk
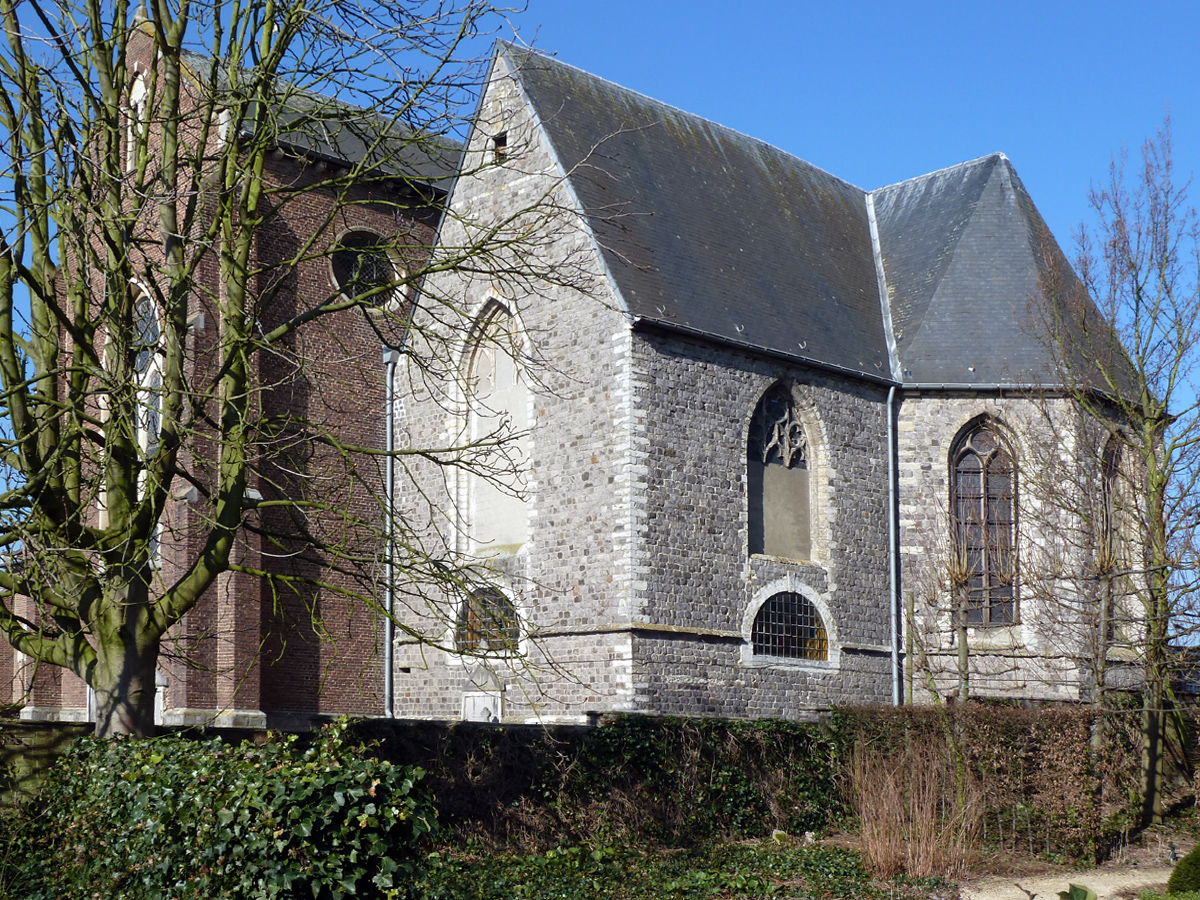
Privé-kapel van de heren van Neerlinter, nu sacristie
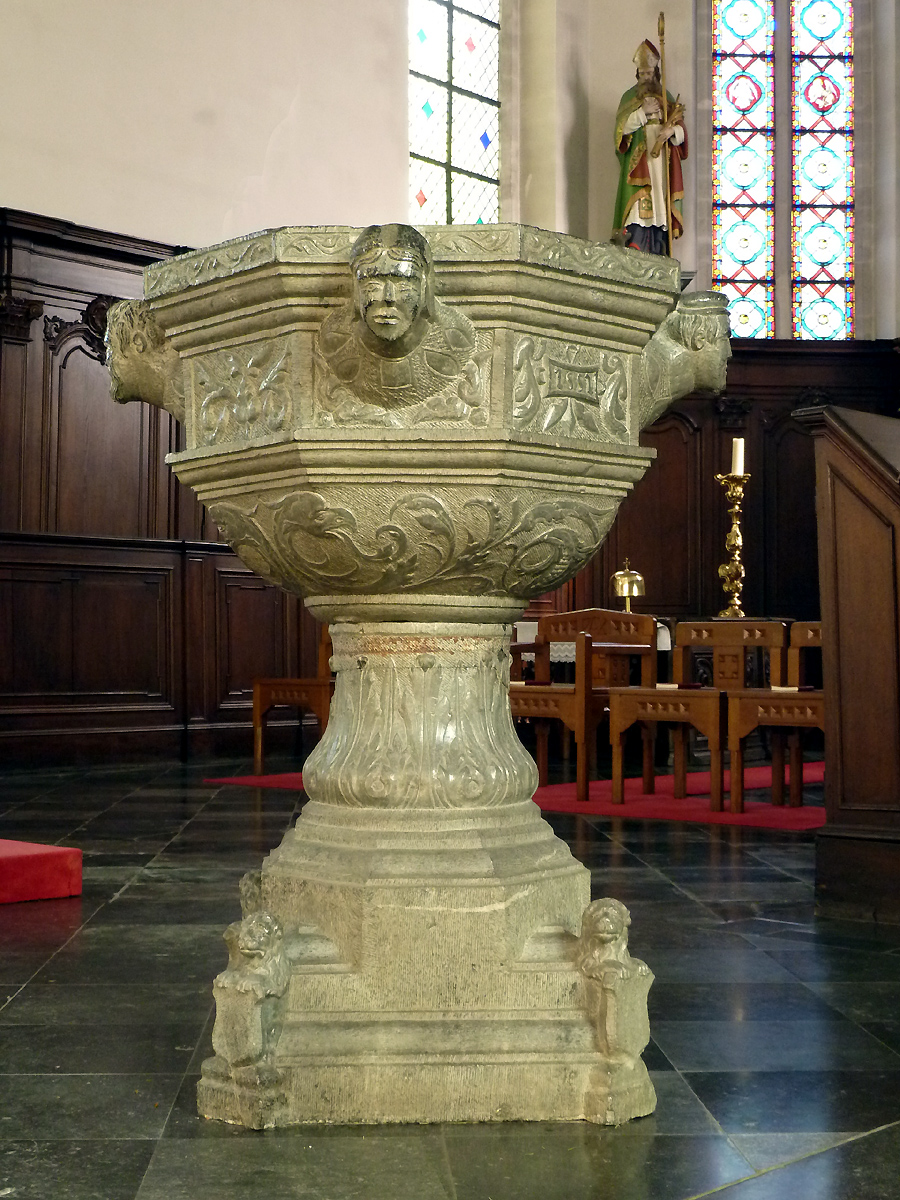
Doopvont van 1551
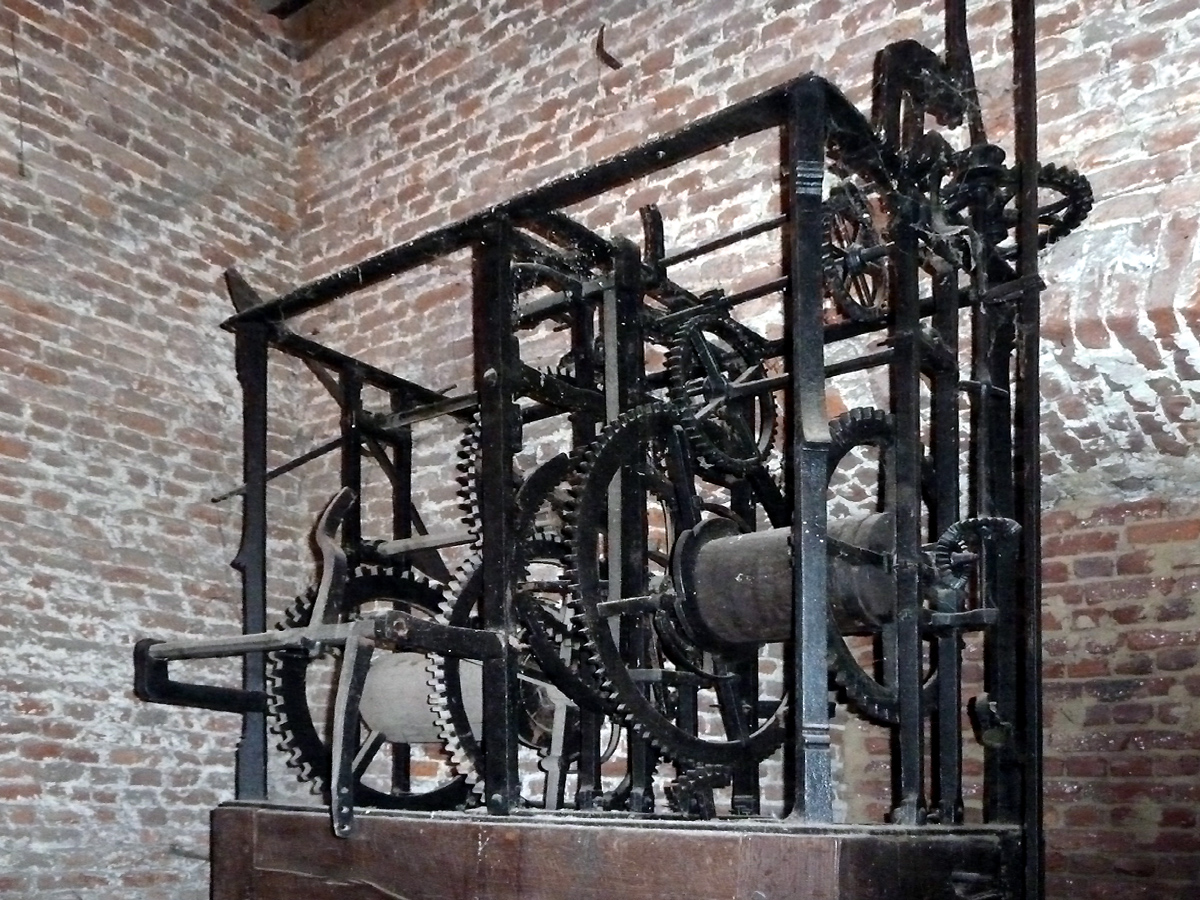
Uurwerk in de toren (buiten gebruik)
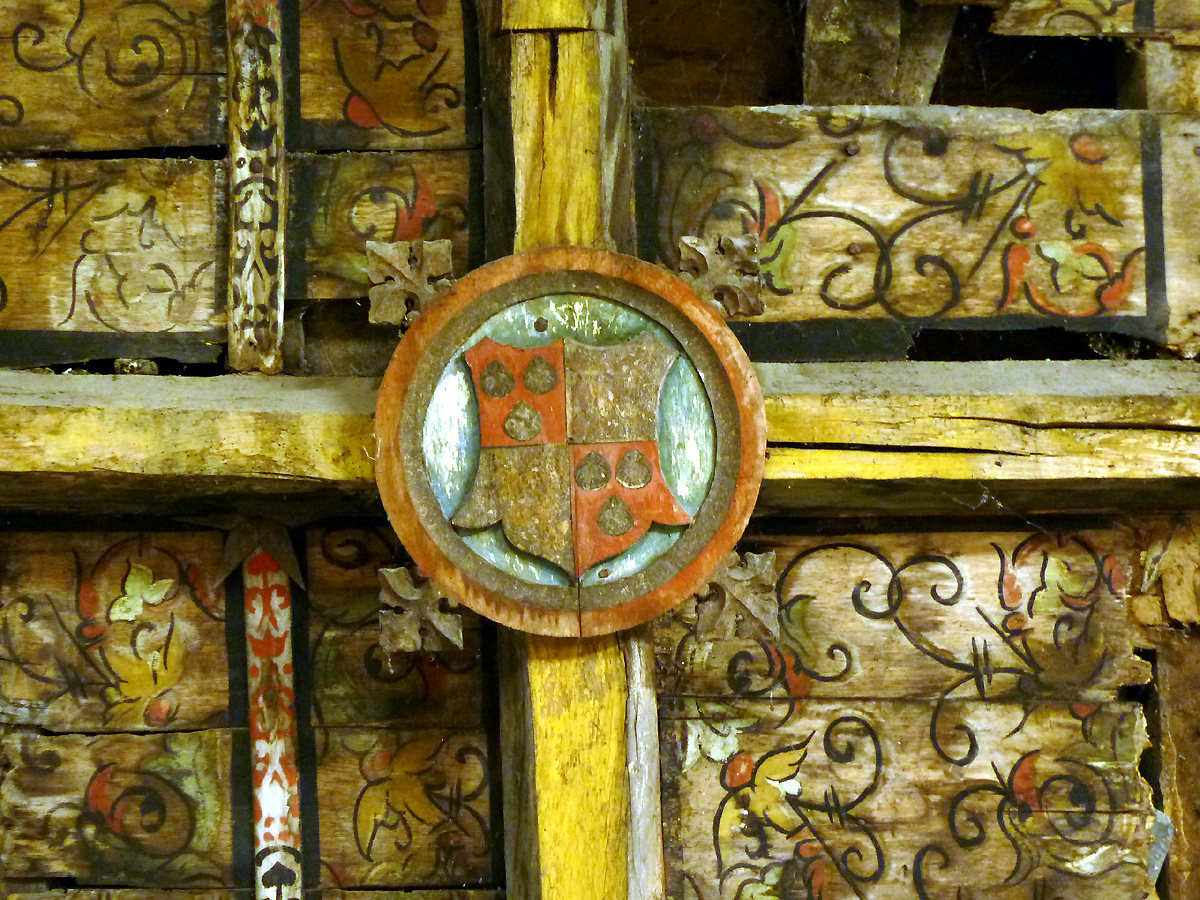
Wapenschild van de familie de Baillet van Neerlinter (plafond herenkapel Sint-Joris)
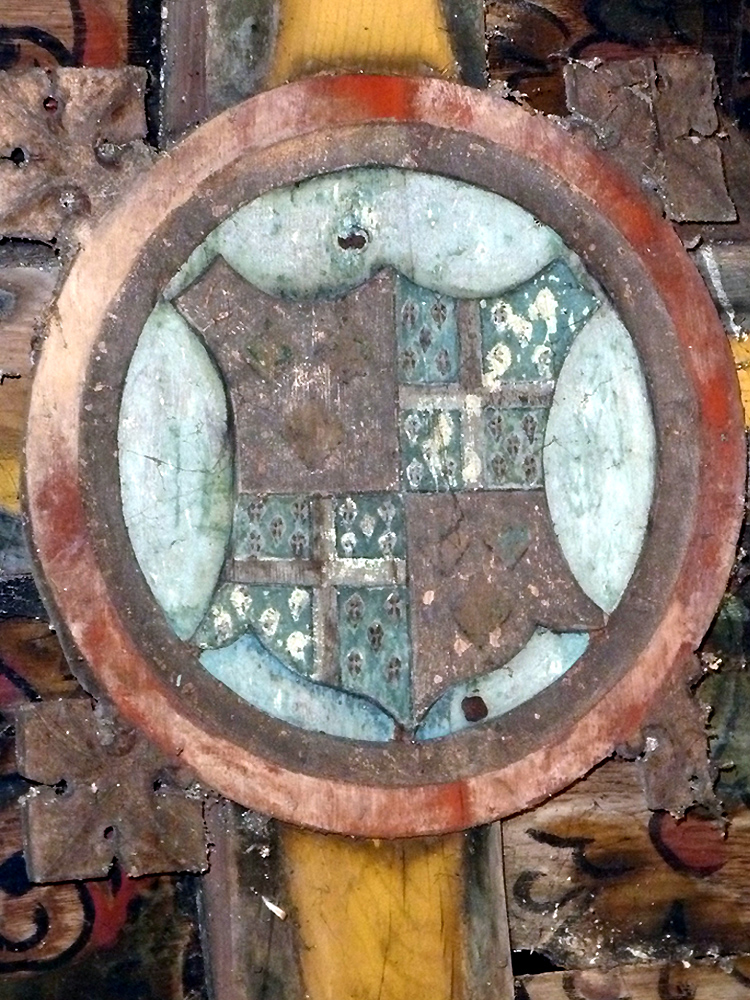
Wapenschild van de familie de Juppleu de Gesves (plafond herenkapel Sint-Joris)
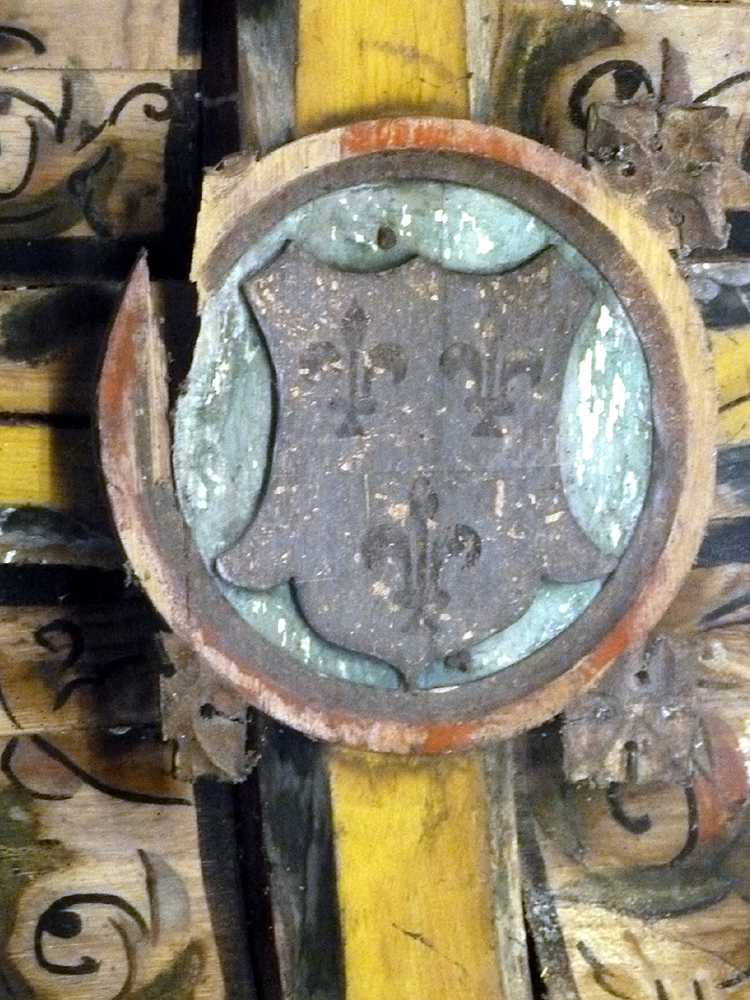
Wapenschild van de familie Van Rivieren-Aarschot (plafond herenkapel Sint-Joris)
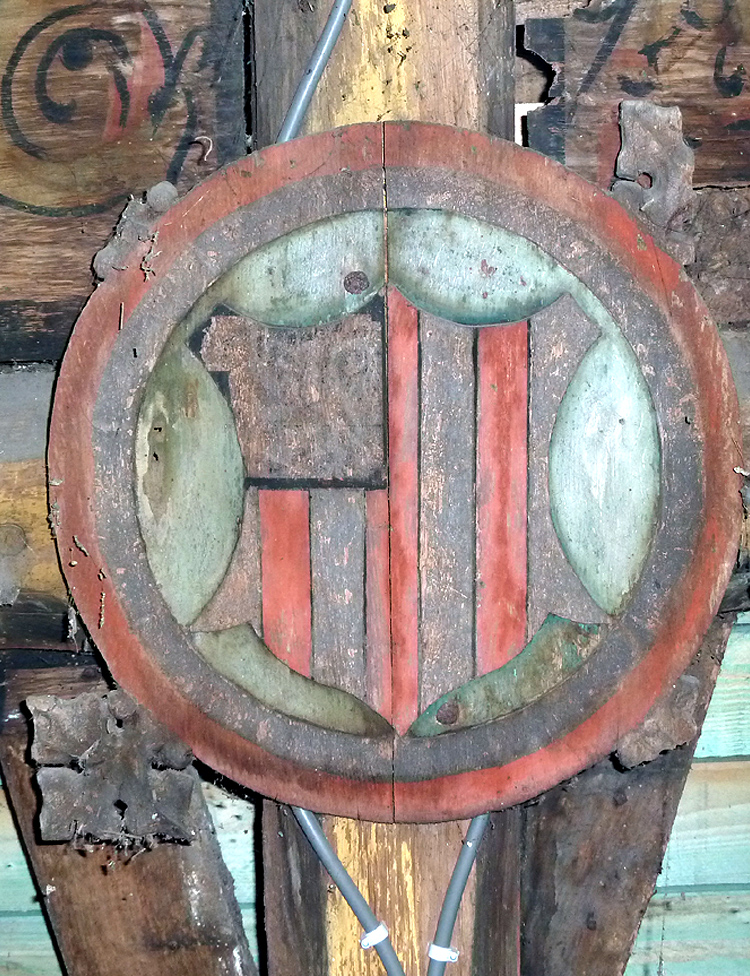
Wapenschild van de familie van Ranst de Berchem (plafond herenkapel Sint-Joris)
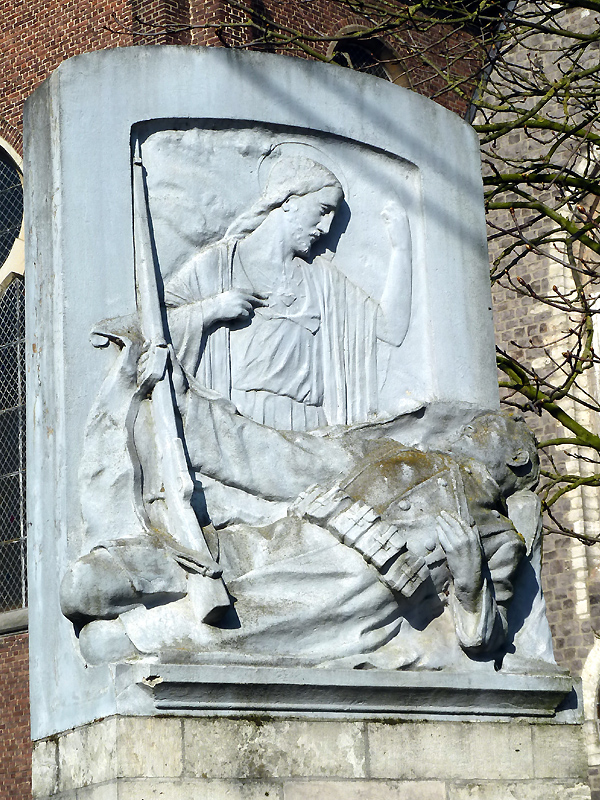
Monument Eerste Wereldoorlog gemaakt door Eugeen Arnauts

## Demografische ontwikkeling
- Bronnen:NIS, Opm:1831 tot en met 1970=volkstellingen
- 1920:Afsplitsing van Drieslinter in 1911

## Geboren in Neerlinter
- Joos van Craesbeeck (1605/06-1660), kunstschilder
- Maurice Wiliquet (1913-1991), figuratief kunstenaar

Deelgemeenten: Drieslinter · Melkwezer · Neerhespen · Neerlinter · Orsmaal-Gussenhoven · Overhespen · Wommersom

Belgische gemeenten · Arrondissement Leuven · Vlaams-Brabant · Vlaanderen